# Aldehuela de Periáñez
Aldehuela de Periáñez ist ein Ort und eine kleine Gemeinde (municipio) mit nur 30 Einwohnern (Stand: 2024) im Osten der nordspanischen Provinz Soria in der Autonomen Gemeinschaft Kastilien-León. Zur Gemeinde gehören neben dem Hauptort Aldehuela de Periáñez auch die Ortschaften Canos und Torretartajo.

## Lage
Aldehuela de Periáñez liegt ungefähr elf Kilometer (Fahrtstrecke) ostnordöstlich der Provinzhauptstadt Soria in einer Höhe von ca. 1055 m. Das Klima im Winter ist kühl, im Sommer dagegen durchaus warm; die geringen Niederschläge (ca. 522 mm/Jahr) fallen – mit Ausnahme der eher regenarmen Sommermonate – verteilt übers ganze Jahr.

## Bevölkerungsentwicklung
| Jahr      | 1970 | 1981 | 1991 | 2001 | 2011 | 2021 |
| Einwohner | 90   | 52   | 45   | 41   | 51   | 33   |

Der deutliche Bevölkerungsrückgang im 20. Jahrhundert ist im Wesentlichen auf die Mechanisierung der Landwirtschaft und den damit einhergehenden Verlust an Arbeitsplätzen zurückzuführen.

## Sehenswürdigkeiten
- Johannes-der-Täufer-Kirche